# Аврил Лавињ
Аврил Рамона Лавињ (фр. Avril Ramona Lavigne; Белвил, 27. септембар 1984) канадска је певачица, текстописац и глумица. Са 15 година, појављује се на сцени заједно са Шанајом Твејн и са 16, потписује уговор за два албума са дискографском кућом Arista вредан више од 2 милиона долара.
Са својим дебитантским албумом, "Let Go", постаје позната критичарима и музичким издавачима као „Поп панк краљица”, као резултат њеним достигнућима и урицај на музичку индустрију. Аврил се сматра за кључног извођача за развој поп-панк музике, јер је отворила пут за женске поп-панк извођаче. Од свог дебитантског албума, Аврил је распродала више од 40 милиона албума и 50 милиона синглова широм света, чинећи је трећим најпродаванијим канадским уметником, иза Селин Дион и Шанаје Твејн.
Сингл који је направио пробој Аврил, "Complicated", нашао се на врху лествица у неколико држава широм света и доводи Аврил да постане најмлађи женски солиста са албумом на врху лествица у Уједињеном Краљевству. Њен други албум, "Under My Skin", постаје њен први албум који се нашао на врху лествица у САД и продаје више од 10 милиона копија широм света. "The Best Damn Thing", Аврилин трећи албум, нашао се на врху лествица у седам држава широм света и доживљава међународни успех са водећим синглом "Girlfriend", који постаје њен први сингл који се нашао на врху лествице Билборд хот 100 у САД. Њени четврти и пети албум, "Goodbye Lullaby" и "Avril Lavigne" наставили су са успехом и добијају златна издања у Канади, САД и осталим државама.

## Живот и каријера

### 1984—1999: Детињство
Аврил је рођена као друго од троје деце у Белвилу, а пет година касније породица се сели у још мање место Непани са свега 5.000 становника. Њихов отац Џон је био техничар за звона у Канади, а мајка Џуди је остајала кући да васпитава и чува децу. Отац је рођен у Француској, а мајка је франко-онратијског порекла. Аврил је одувек волела и идеализовала свог старијег брата Мета. Стално је инсистирала да ради нешто што је он могао или умео. Како је једном објаснила Крису Вилмен за Entertainment Weekly „Кад је он играо хокеј, ја сам исто играла. Кад је он почео да игра кошарку, ја сам и то желела." Заправо, кад је Аврил имала десет година, играла је у Непаниној дечачкој хокејашкој лиги; такође, постала је позната као прилично добар бејзбол бацач.

### 1999—2001: Ранији наступи и дискографски уговор
Током 1999, Аврил осваја такмичење преко радија за наступ са Шанајом Твејн у Отави пред публиком од 200.000 људи. Шанаја и Аврил отпевале су Шанајину песму "What Made You Say That", док је Аврил касније рекла Шанаји како ће она постати „познати извођач”.

### 2002—2003:Let Go
У новембру 2000. године Ken Krongard један од  представника је посетио Антонија Рејда, тадашњег шефа A&R у Peter Zizzo студио на Менхетну да чује како Лавињ пева.
Свој дебитантски албум Аврил Лавињ је објавила 4. јуна 2002. године где је достигао друго место. Нашао се на врху топ-листа у Аустралији, Уједињеном Краљевству и Канади.

### 2004—2005:Under My Skin
Свој други албум, Аврил издаје две године касније, 25. маја 2004. године. Долази на врх топ-листа у свим државама као и прошли албум, с тим што поред Аустралије, Уједињеног Краљевства и Канаде, на списак долази и САД и Јапан.

### 2006—2008:The Best Damn Thing
Трећи по реду албум издат је 13. априла 2007. године. На том албуму је песма "Girlfriend" коју је The Internatonal Federation of the Phonographic Industry прогласио за најпреузиманијом песмом 2007. године, продавши више од 7,3 милиона копија на осам различитих језика.

### 2009—2011:Goodbye Lullaby
Четврти студијски албум издат под RCA Recordsom је објављен 8. марта 2011. године.

### 2012—2015:Avril Lavigne
Пети студијски албум је, под Epic Recordsom, објављен 5. новембра 2013. године.

### 2016—данас:Head Above WaterиLove Sux
Аврил је 19. септембра 2018, објавила "Head Above Water" као водећи сингл њеног шестог албума који носи исти назив. Сингл је примио позитивне критике.

## Лични живот
Када је први пут стекла публицитет, била је позната по томе што се облачи као мушко, и била је препознатљива по кравати. Желела је ширу одећу, обућу или скејтер Converse патике, рукавице, а понекад и траке око прстију. Током фото сесија, уместо ношења „нове одеће“, она је била жељна „старе згужване кошуље“. Због њеног модног и музичког утицаја, медији су је често називали „поп пунк принцеза“. Новине и фанови је виде као „анти-Бритни“ због мање комерцијале и „правог“ имиџа, али и зато што је била приметно тврдоглава. „Нисам измислила и нико ми не говори шта да кажем и шта да радим, па морају да ме зову анти-Бритни, која нисам." До новембра 2002, Лавињ престаје да носи кравате, тврдећи да се осећа као у „медвеђем оделу“. Уложила је огроман напор да задржи своју музику, а не њену слику на челу своје каријере. „Ја само кажем да не желим да продајем секс. Мислим да је то ниско и јадно. Не могу да кажем много више од тога ".
| „ | Морам да се борим да спасим слику да ја заиста будем ја... Одбила сам неколико дивних фотографских снимања, јер нису личила на мене. Не носим уску одећу да покажем моје тело, дупе или груди. Имам добро тело. | ” |

## Пратећи бенд
| Тренутни чланови - Ал Бери – бас-гитара, пратећи вокали (од 2007) - Родни Хауард – бубњеви, ударачки инструменти, пратећи вокал (од 2007) - Стив Ферлацо – електронска клавијатура, пратећи вокал (од 2007) - Џим Мекгорман – ритмичка гитара, пратећи вокал (од 2007) - Стив Фекет – соло гитара, пратећи вокал (од 2008) - Софија Туфа – пратећи вокал, плесач (од 2007) - Линдзи Блуафарбy – пратећи вокал, плесач (од 2007) | Бивши чланови - Марк Спиколук – бас-гитара, пратећи вокал (април–септембар, 2002) - Џес Колбурн – ритмичка гитара (2002–јануар, 2004) - Еван Тобенфелд – соло гитара, пратећи вокал (2002–септембар, 2004) - Крег Вуд – ритмичка гитара, пратећи вокал, вокал (2004–јануар, 2007) - Мет Бран – бубњеви, ударачки инструменти, вокал (2002–фебруар, 2007) - Чарли Мониз – бас-гитара (2002–фебруар, 2007) - Девин Бронсон – соло гитара, пратећи вокал (2004–2008) - Софија Туфа - пратећи вокал, плесач (2007—2008) - Линдзи Блуфарб – пратећи вокал, плесач (2007–2008) |

## Дискографија
- (2002)
- (2004)
- (2007)
- (2011)
- (2013)
- Head Above Water (2019)
- Love Sux (2022)

## Филмографија
| Година | Наслов                       | Улога       | Белешке                                |
| ------ | ---------------------------- | ----------- | -------------------------------------- |
| 2002   | Сабрина, Тинејџерска Вештица | себе        | Појављивање; врши "Sk8er Boi"          |
| 2004   | Going the Distance           | себе        | Појављивање; врши "Losing Grip"        |
| 2006   | Fast Food Nation             | Алис        | Средњошколска активисткиња             |
| 2006   | Преко ограде                 | Хедер       | Само глас                              |
| 2007   | The Flock                    | Беатрис Бел | Осумњичена девојка                     |
| 2010   | Амерички Идол                | себе        | Једна од судија (аудиција Лос Анђелес) |
| 2022   | Remember me just like this   | себе        | Појављивање                            |
| 2022   | Good Mourning                | себе        | Појављивање                            |

### Видеографија
| Спот                            | Година | Режисер           |
| ------------------------------- | ------ | ----------------- |
| Complicated                     | 2002.  | The Malloys       |
| Sk8er Boi                       | 2002.  | Францис Лавренс   |
| I'm with You                    | 2002.  | Давид ЛаЧапел     |
| Losing Grip                     | 2003.  | Лиз Фредландер    |
| Mobile                          | 2003.  |                   |
| Don't Tell Me                   | 2004.  | Лиз Фредландер    |
| My Happy Ending                 | 2004.  | Мејерт Авис       |
| Nobody's Home                   | 2004.  | Дајан Мартел      |
| He Wasn't                       | 2005.  | The Malloys       |
| Girlfriend                      | 2007.  | The Malloys       |
| When You're Gone                | 2007.  | Марк Класфилд     |
| Girlfriend (Dr. Luke Remix)     | 2007.  | Р. Малком Џонс    |
| Hot                             | 2007.  | Метју Ролстон     |
| The Best Damn Thing             | 2008.  | Вејн Ишам         |
| Alice                           | 2010.  | Дејв Мејерс       |
| What the Hell                   | 2011.  | Маркус Рабој      |
| Smile                           | 2011.  | Шејн Дрејк        |
| Wish You Were Here              | 2011.  | Дејв Мејерс       |
| Goodbye                         | 2012.  | Марк Лидел        |
| Here's to Never Growing Up      | 2013.  | Роберт Хајлс      |
| Rock n Roll                     | 2013.  | Крис Марс Пилиеро |
| Let Me Go                       | 2013.  | Кристофер Симс    |
| Hello Kitty                     | 2014.  | Хишаши Кикучи     |
| Give You What You Like          | 2015.  |                   |
| Head Above Water                | 2018.  | Елиот Лестер      |
| Tell Me It's Over               | 2018.  | Ерика Силверман   |
| I Fell In Love With The Devil   | 2019.  | Елиот Лестер      |
| Flames                          | 2021.  |                   |
| GROW                            | 2021.  |                   |
| Bite Me                         | 2021.  | Хана Лукс Дејвис  |
| Love It When You Hate Me        | 2022.  | Хана Лукс Дејвис  |
| I'm A Mess                      | 2022.  |                   |
| Can You Die From a Broken Heart | 2024.  |                   |

## Галерија
- Тајван
- Сао Паоло
- Бело Хоризонте
- Сингапур
- Сао Паоло
- Бело Хоризонте
- Бело Хоризонте
- Торонто
- Хонгконг
- Пекинг
- Пекинг
- Бразил
- Амстердам
- Кина